# Terminalia nitens
Terminalia nitens là một loài thực vật thuộc họ Combretaceae. Loài này có ở Nhật Bản và Philippines. Chúng hiện đang bị đe dọa vì mất môi trường sống.